# Тужан из Арморики
Тужан (V век) — святой из Арморики. День памяти — 26 января.

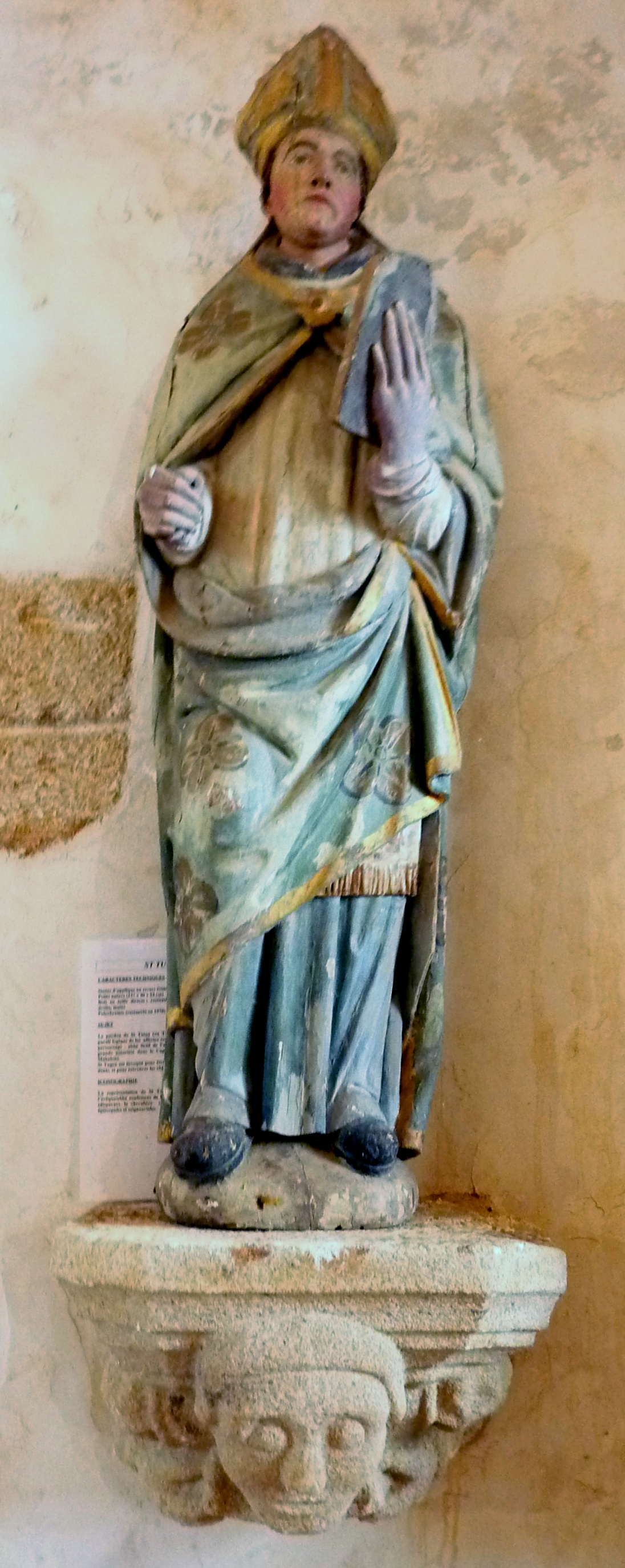
Часовня святого Демета в Плозеве: предположительно статуя святого Тужана

Сын Арастагна, лорда Корнуайя, который, как утверждается, жил в замке Керрауре (Kerraouré) между Анвеком и Ирвийаком, святой Тужан был избран святым Жауа на замену себе в качестве священника Браспартов. Он обычно изображается монахом, с игуменским крестом  и собакой у ног. Поэтому к нему обращаются для сохранения или исцеления от бешенства. Длинный ключ висит на его правой стороне. Когда-то папы обычно посылали старейшинам, которых они хотели почтить, золотые ключи, которые висели на шее.

## Упоминания о святом в современной Бретани
- Коммуна Ландюжан[фр.] (Иль и Вилен), носящая его имя.
- Местечко Сен-Тужан[фр.] в Примелене[фр.] и часовня Сен-Тужан[фр.].
- Святой Тужен является покровителем Браспаров (Финистер).
- Ему посвящена часовня в Примелене (Финистер).
- Статуи святого Тужана имеются в Банналеке, Ландерно (кальвария), Сен-Нике[фр.], Плогоннеке[фр.], Касте[фр.], Ланденве[фр.], Кернили[фр.], Арголе, Сент-Элуа[фр.], Гискриффе[фр.], Ландюдале[фр.], Гискриффе[фр.], Конфр-Мейяре[фр.], в часовня святого Демета в Плозеве, а также в часовне святого Корентана в Бриёке.